# مثبط الإنكيفاليناز
مثبط الإنكيفاليناز هو نوع من الأدوية المثبطة للإنزيم الذي يثبط عضوًا أو أكثر من فئة إنكيفاليناز التي تحلل ببتيدات أشباه أفيونيات الإنكيفالينات الداخلية.
تتضمن الأمثلة:
- راسيكادوتريل
- أوبينيمكس
- RB-101
- د-فينيل ألانين

بالإضافة إلى الببتيدات الأفيونية الداخلية الأوبيورفين والسبينورفين.
تعد المسكنات ومضادات الإدمان ومضادات الاكتئاب ومضادات القلق ومضادات الإسهال من الخصائص الشائعة لمثبطات الإنكيفاليناز.